# Bobby Lyle
Bobby Lyle est un pianiste américain de jazz, soul jazz et smooth jazz. Né dans le Tennessee le 11 mars 1944, c'est à Minneapolis, dans le Minnesota, qu'il a grandi. Il a donné son premier concert à l'âge de 16 ans et a joué dans les années 1960 avec Gene et Jerry Hubbard au sein du Bobby Lyle Trio, qui a rencontré un certain succès dans les clubs de jazz des environs. Quand le pianiste Ramsey Lewis quitta le Trio qui l'a vu commencer sa carrière et l'a rendu célèbre, Lyle est devenu à son tour le pianiste de son groupe Young-Holt Unlimited. En 1976, il est recruté par le groupe soul/funk Sly & The Family Stone. Par la suite, il a travaillé pendant deux ans aux côtés de Al Jarreau et a été chef d'orchestre pour Anita Baker. Depuis 1977, il mène une carrière solo avec une quinzaine d'albums à son actif, Hands On de 2006 étant le plus récent.

## Discographie
| Titre                                    | Année | Label              |  |
| ---------------------------------------- | ----- | ------------------ |  |
| Bobby Lyle Plays                         | 1974  | CBS Japan The GX 1 |  |
| The Ginie                                | 1977  | Capitol            |  |
| New Warrior                              | 1978  | Capitol            |  |
| Night Fire                               | 1979  | Capitol            |  |
| Night Breeze                             | 1985  | Evidence           |  |
| Ivory Dreams                             | 1989  | Atlantic           |  |
| In Process                               | 1990  | Ken                |  |
| The Journey                              | 1990  | Atlantic           |  |
| Brian Lynch & Melvin Rhyne at Main Event | 1991  | Criss Cross        |  |
| Pianomagic                               | 1991  | Atlantic           |  |
| Secret Island                            | 1992  | Atlantic           |  |
| Rhythm Stories                           | 1994  | Atlantic           |  |
| Power of Touch                           | 1997  | Atlantic           |  |
| Joyful                                   | 2002  | Three Keys         |  |
| Straight and Smooth                      | 2004  | Three Keys         |  |
| Hands On                                 | 2006  | Heads Up           |  |